# Максиміліан Антон Ламорал Турн-унд-Таксіс
Максиміліан Антон Ламорал Турн-унд-Таксіс (нім. Maximilian Anton Lamoral von Thurn und Taxis), (нар. 28 вересня 1831 — пом. 26 червня 1867) — принц з династії Турн-унд-Таксіс, син 6-го князя фон Турн-унд-Таксіс Максиміліана Карла та баронеси Вільгельміни Дьорнберг.

## Життєпис
Максиміліан Антон Ламорал народився 28 вересня 1831 року у Регенсбурзі в Баварії. Він був другим сином та третьою дитиною в родині 6-го князя фон Турн-унд-Таксіс Максиміліана Карла та його першої дружини Вільгельміни Дьорнберг. Старший брат Карл Вільгельм помер ще до його народження, тож Максиміліан Антон вважався спадкоємцем титулу батька.
У 26 років він пошлюбився із донькою баварського герцога Максиміліана, Оленою, рідною сестрою імператриці Австрійської імперії, Сіссі. Весілля відбулося 24 серпня 1858 року у Поссенгофені, маєтку батька нареченої. Шлюб виявився щасливим. У подружжя народилося четверо дітей.
Помер від набряку легенів у 35 років ще за життя батька. Похований у каплиці абатства святого Еммерама у Регенсбурзі. Наступним князем Турн-унд-Таксіс у 9-річному віці став його син Максиміліан.

## Родина
Дружина — Олена Баварська
Діти:
- Луїза (1859—1948) — була одружена з принцом Гогенцоллерн-Зігмаринен Фрідріхом, дітей не мала;
- Єлизавета (1860—1881) — була пошлюблена із претендентом на португальський престол Мігелем Браганса, мала двох синів та доньку;
- Максиміліан (1862—1885) — 7-й князь Турн-унд-Такіс, одружений не був, дітей не мав;
- Альберт (1867—1952) — 8-й князь Турн-унд-Таксіс, був одружений з Маргаритою Клементиною Австрійською, мали восьмеро дітей